# FXスディルマン
- fXスディルマン[1]
- FXスディルマン[2][3]
- fXモール[4][5]
- FXモール[6][7]
- FXショッピングセンター[8]
- fX Lifestyle X'nter[9]
- fX[10]

fXスディルマン（英: fX Sudirman、fX Lifestyle X'nterとも）は、インドネシア・ジャカルタにあるショッピングモール。中央ジャカルタ市タナ・アバン区の町、ゲロラと南ジャカルタ市クバヨラン・バル区 の町、スナヤンの境界を走るスディルマン通りに面した位置にある。
2008年7月に開業した本モールは、近辺に林立するショッピングセンターを補完する立ち位置にあり、若者から中堅のサラリーマンをターゲットとした商業施設となっている。店舗の半分は飲食店が占めており、そのほか建物内には室内型スライダーや複合型映画館などのレクリエーション施設やホテル、JKT48劇場などが含まれる。

## 沿革

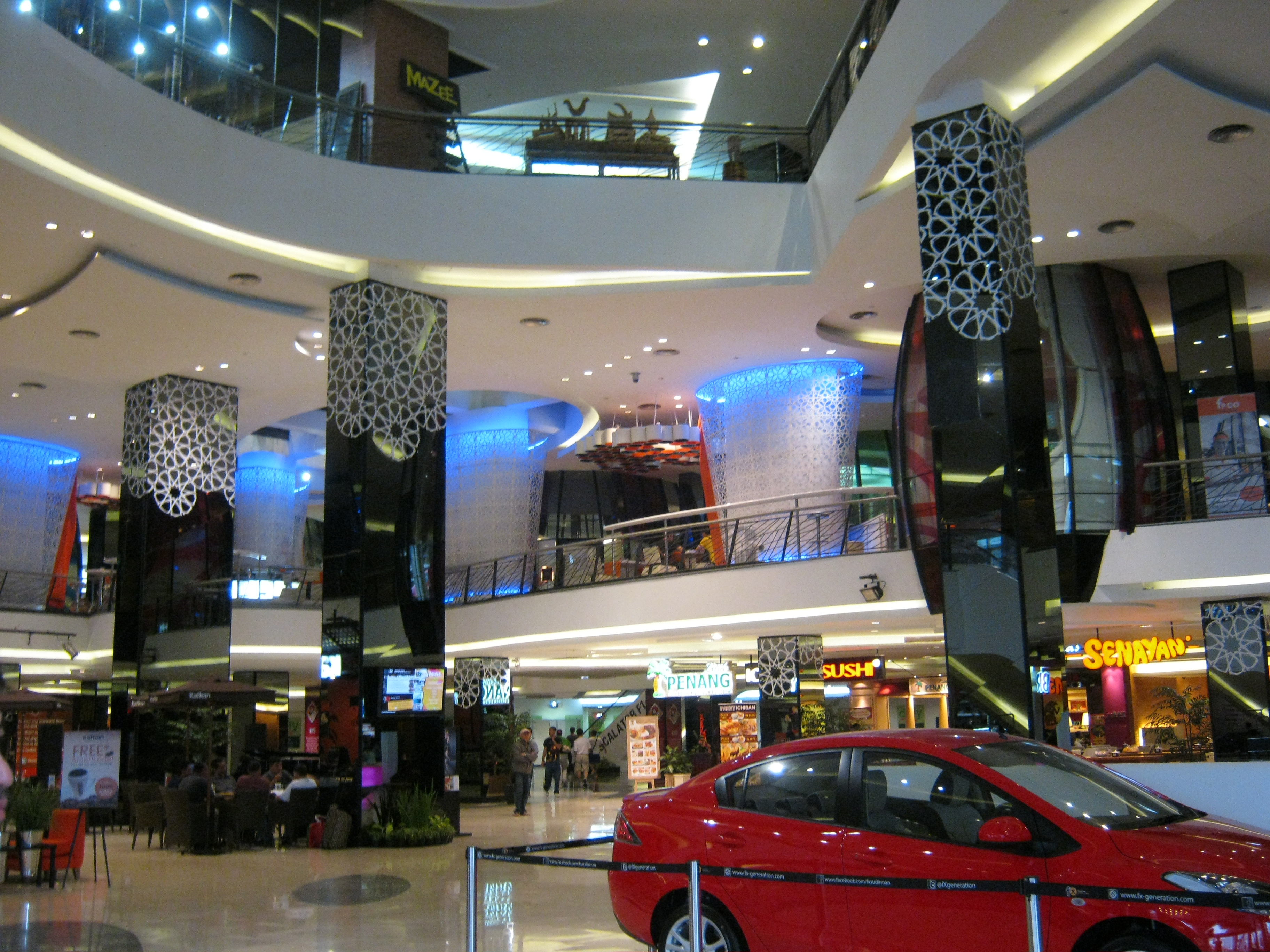
fXスディルマンの内装

かつてショッピングモールとして営業していた Sudirman Place Mall を再開発し、2008年7月に開業したのがfXスディルマンである。2008年のジャカルタではこういった既成の商業施設を改修し、経営方針の転換を行うショッピングモールが散見された。本モールは中央ジャカルタ市内に2004年2月に開業したショッピングモール Entertainment X'nter が商業的成功を収めたことを受けて建設された姉妹的施設で、近接するショッピングセンターのプラザ・スナヤンやスナヤン・シティーを補完する役割を担い、その運営目的に合致したテナントが入居している。PT Duta Cermat Mandiri がこの改築を行い、PT Plaza Lifestyle Prima が所有および運営している。モールのマーケティング責任者によれば、開業月の時点でテナントの入居率は6割から8割程度を占めることが想定されていたという。開業直後の同年11月には何者かによってモールの爆破予告がなされたことが報道されている。

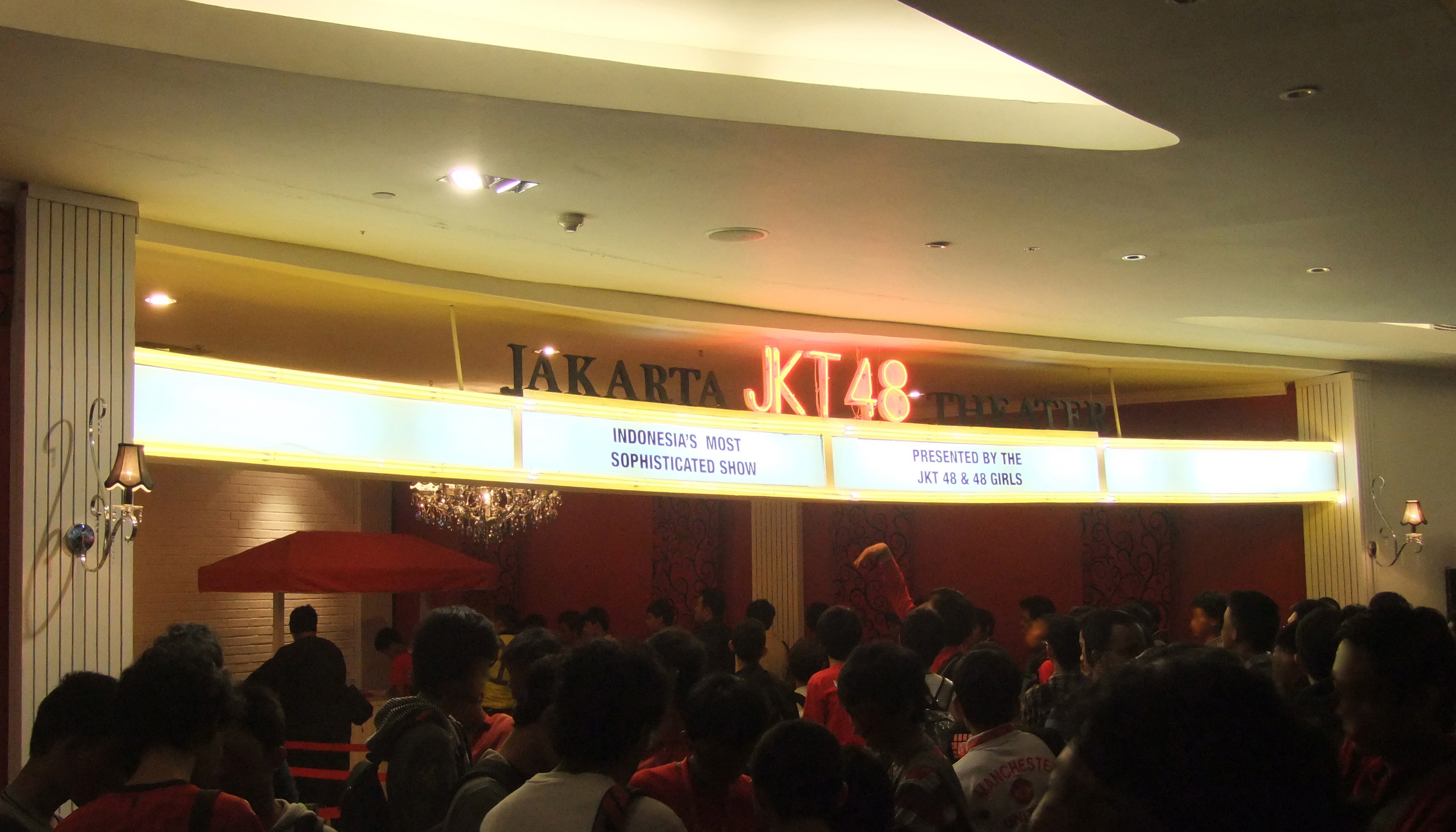
4階にあるJKT48劇場

その後2011年6月にはホテルチェーンを運営する Tauzia Hotel Management がハリス・ホテル系列としては7軒目となる宿泊施設ハリス・スイーツをfXスディルマン内に開業させた。また、同年9月にはインドネシアでは初開催となる Social Media Festival というイベントが本モールで実施され、3,000人以上を動員し献血の促進事業やクイズ大会などが催された。開業4周年記念となる2012年にはストリートファッションショーを含めた様々なイベントが7月1日に開かれ、期間限定で5階の子供向けエリアを動物園風に改装し、衣服の値引きセールが実施された。同年9月8日にはアイドルグループ・JKT48の劇場除幕式が行われ、同グループの1期メンバーによるパフォーマンスが披露された。2018年にはジャカルタで初となる室内クライミングジムが本モールで開業した。2019年4月にはモールの近辺でインドネシアで初となる地下鉄路線・ジャカルタ都市高速鉄道南北線が開通し、それを受けてモールを管理・運営する団体に日本の阪急阪神不動産やインドネシアの不動産会社ブミ・スルポン・ダマイなどが共同で出資を行うことが同年7月に発表された。

## 施設

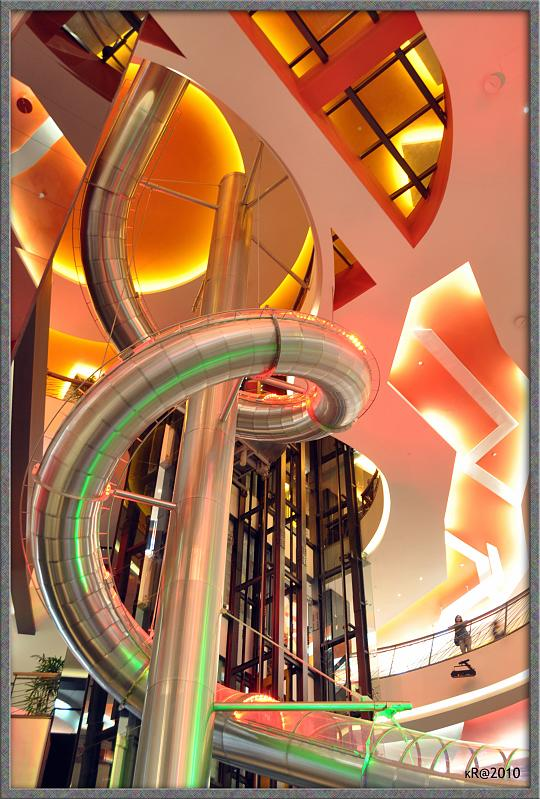
施設内に設置されたスライダーのAtmosfear

fXスディルマンは地下1階から地上8階の9階建てで、レクリエーション施設（運動施設や複合型映画館など）や飲食店などが入居しており、小売スペースの延床面積は25,000平方メートル (269,100 sq ft)である。特筆すべき施設として室内型スライダー"Atmosfear"（円筒形で落差28.25メートル、長さ72メートル）や、会議スペース"fPod"などがある。Atmosfearは透明ポリカーボネートおよびステンレス鋼でできており、7階から1階まで約12秒で滑り降りることができる。11室からなるfPodはインドネシア人建築家10名によって設計され、各部屋には6名から30名が収容可能でプラズマテレビやオフィス機器、カラオケ機器などが備え付けられている。また、建物内には200箇所以上の無線アクセスポイントが整備されており、Wi-Fiサービスが建物内のほぼ全域において利用可能になっている。
テナントの半分は飲食店で構成され、残りは小売やサービス業、レクリエーション施設などで占められており、2019年時点で約140店舗が入居している。4階にJKT48劇場があり、メンバーによるライブ公演が行われている。上の5階は前述の通り、子供向けエリアがある。7階には映画館のシネマックス（インドネシア語版）がある。モール内には日本のチェーン店である丸亀製麺や金のとりからも店を構えている。ホテルチェーンのハリス・スイーツは88の客室のほか、ジムやプールといった運動施設などを備える。

### JKT48劇場

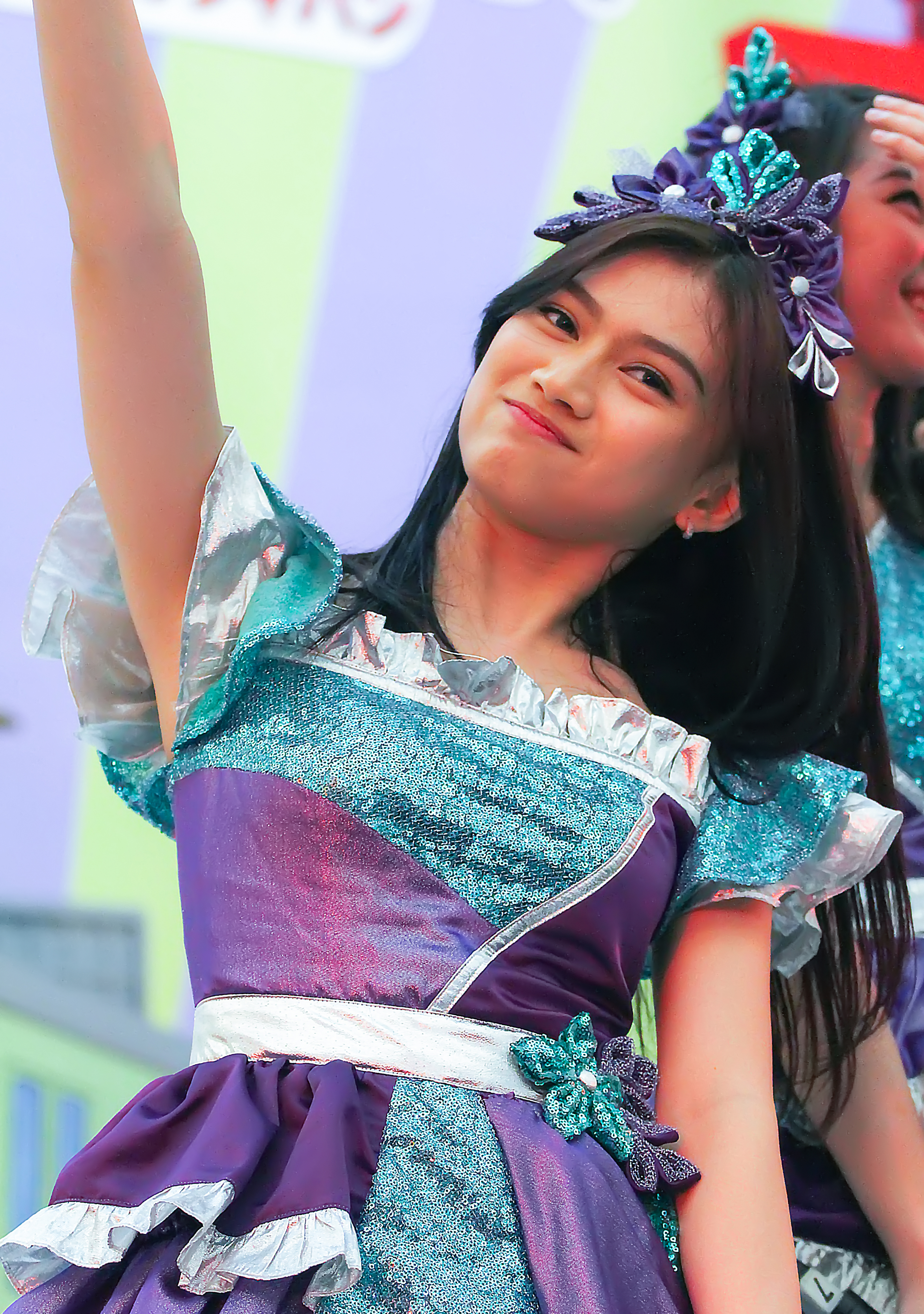
JKT48劇場の支配人を務めるメロディー・ヌランダニ・ラクサニ

JKT48劇場は PT Dentsu Aegis Network Indonesia が所有する施設で、400名が収容可能な観覧ステージ（客席260席、スタンディング140名収容）が設けられている。JKT48がステージに登壇するのは週末の夜19時のみとなっているが、そのほか様々なショーが定期的に開催されている。2019年の時点では、75名のスタッフが従事しており、元JKT48メンバーであるメロディー・ヌランダニ・ラクサニ (Melody Nurramdhani Laksani) が劇場支配人を務める。

## 営業・アクセス

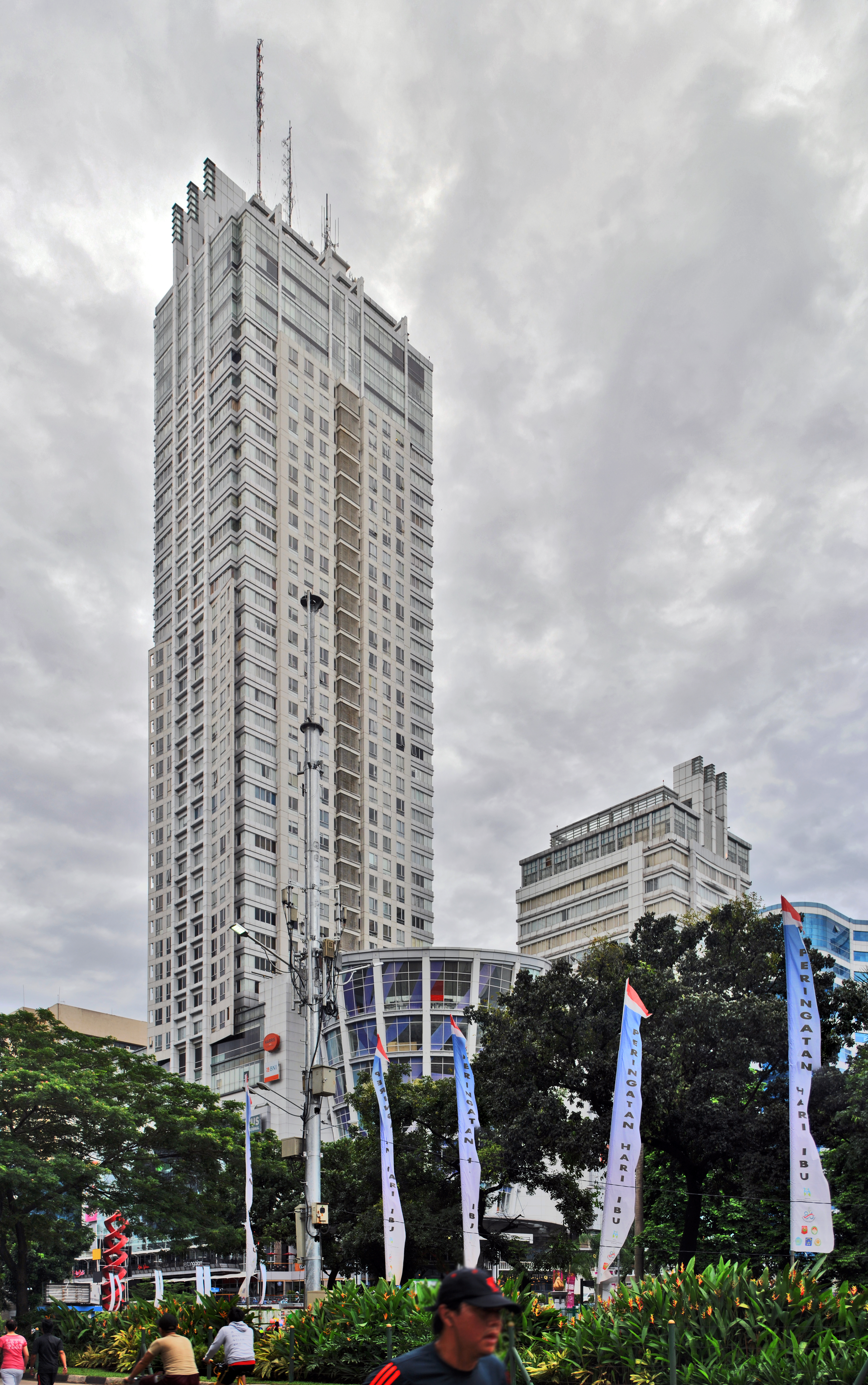
中央がfXスディルマン。左にアパートのfXレジデンスが併設されている

fXスディルマンは2019年の時点で平日は午前8時から午後10時まで、休日は午前8時から深夜12時まで営業を行っている。本施設は25歳から45歳のサラリーマンを顧客ターゲットとしており、それを考慮して2008年11月25日からは毎週水曜日にヤッピーズ・チューズデー・アウト (Yuppies Tuesday Out) と呼ばれる特別な日を設け、一定の条件を満たすと Atmosfear のライドや駐車料金が無料になるなどの特典を用意している。そのほか、本モールは月に1度週末に新人デザイナーが手掛けた服飾品の販売を開催しており、毎月最後の週にはインドネシアの伝統的な食品を販売する市場が設けられる。
また、周囲にはモールと直結した状態でアパートのfXレジデンスが隣接しており、同じくショッピングモールのプラザ・スナヤン、スポーツ複合施設のゲロラ・ブン・カルノ・スポーツコンプレックス（ゲロラ・ブン・カルノ・スタジアムなどを含む）が近辺に位置している。
交通手段としては、買い物客への需要を見越し中央・南ジャカルタ内にあるショッピングモールを周回する公共バスが PT Transjakarta により運営されており、本モールも運行ルートに組み込まれている。モールには駐車場も存在する。鉄道では2019年開業のジャカルタ都市高速鉄道南北線 (M1) のスナヤン駅もしくはイストラ駅が最寄り駅となっている。